# Сражение за Шатийон
Сражение за Шатийон (фр. Bataille de Châtillon) — одно из сражений во время Вандейского восстания.
Следуя плану Канкло, 9 октября генерал Алексис Шальбос вышел из Брессюира и с тремя дивизиями, 11 000 человек, направился к Шатийону-сюр-Севру (сейчас Молеон). Лескюр, у которого было всего 4000 бойцов, попросил помощи у Ларошжклена и Стоффле, но они смогли собрать только 2000 человек. Вандейцы попытались защитить свою «столицу» в лесу Мулен-о-Шевр, но запаниковали, когда конница Вестерманна взяла их с фланга, и отступили. Республиканцы захватили Шатийон, а затем подожгли все постройки в округе.
Захват 9 октября Шатийон-сюр-Севра республиканцами поставил вандейцев в очень опасное положение, потому что их армия оказалась загнанной в угол между Тиффожом и Шатийоном. 10 октября вандейские командиры созвали военный совет и полные решимости не оставлять свою «столицу» в руках «синих» и осознавая разрушительные последствия этой потери для боевого духа войск, решили немедленно начать контратаку, чтобы отбить город.
11 октября вандейская армия двинулась в наступление и вскоре встретила две колонны республиканских войск, одной из которых командовал Шальбос, другой — Вестерманн, шедшие на Шоле и Мортань-сюр-Севр. Вандейцы сразу же атаковали и отбросили республиканцев, которые отступили к Шатийону, в гарнизоне которого распространяется паника, и вся армия синих бросилась бежать к Брессюиру. Вандейцы заняли Шатийон и перепились, празднуя победу.
Однако Вестерманн смог собрать часть своих людей в лесу Мулен-о-Шевр. Хотя у него осталось всего несколько сотен человек, он решил вернуть Шатийон, совершив туда рейд. Воспользовавшись темнотой, небольшому отряду удается незаметно пересечь аванпосты вандейцев и рассредоточиться по городу. Вестерманн отдает приказ поджечь Шатийон. Дома сожжены, вандейские бойцы, их жёны и дети убиты во сне. Вандейцы в панике бегут из города, но часть их сумела организовать сопротивление и контратаковать, после чего Вестерманн, потерявший большинство своих людей в четырёхчасовом бою и не получивший поддержки от Шальбоса, приказал отступить.
На рассвете, собрав беглецов, д’Эльбе, Боншан, Лескюр, Ларошжаклен и Тальмон вернулись в Шатийон, но, увидев разрушенный город, почти полностью опустошённый огнём и усеянный обгоревшими трупами, не решились войти в руины и вернулись в Мортань.